# Efecte Crabtree
L'efecte Crabtree, en bioquímica, rep el nom del bioquímic Herbert Grace Crabtree. Descriu el fenomen pel qual el llevat Saccharomyces cerevisiae produeix alcohol etanol aeròbiament en presència d'altes concentracions externes de glucosa més que no pas produint biomassa via el cicle de l'àcid tricarboxílic, que és el cicle normal aeròbic que presenten la majoria dels llevats p. e. Kluyveromyces spp.. Les concentracions en augment de la glucosa acceleren la glicòlisi (la degradació de la glucosa) la qual dona com a resultat quantitats apreciables d'ATP per fosforilació. Això redueix la necessitat de fosforilació oxidativa fet pelcicle TCA via cadena de transport electrònic i, per tant, disminueix el consum d'oxigen.
Aquest fenomen es creu que ha evolucionat com a mecanisme de competència (degut a la naturalesa antisèptica de l'etanol) al voltant del temps en el qual van caure els primers fruits dels arbres.